# Leupoldsgrün
Leupoldsgrün è un comune tedesco di 1 383 abitanti, situato nel land della Baviera.

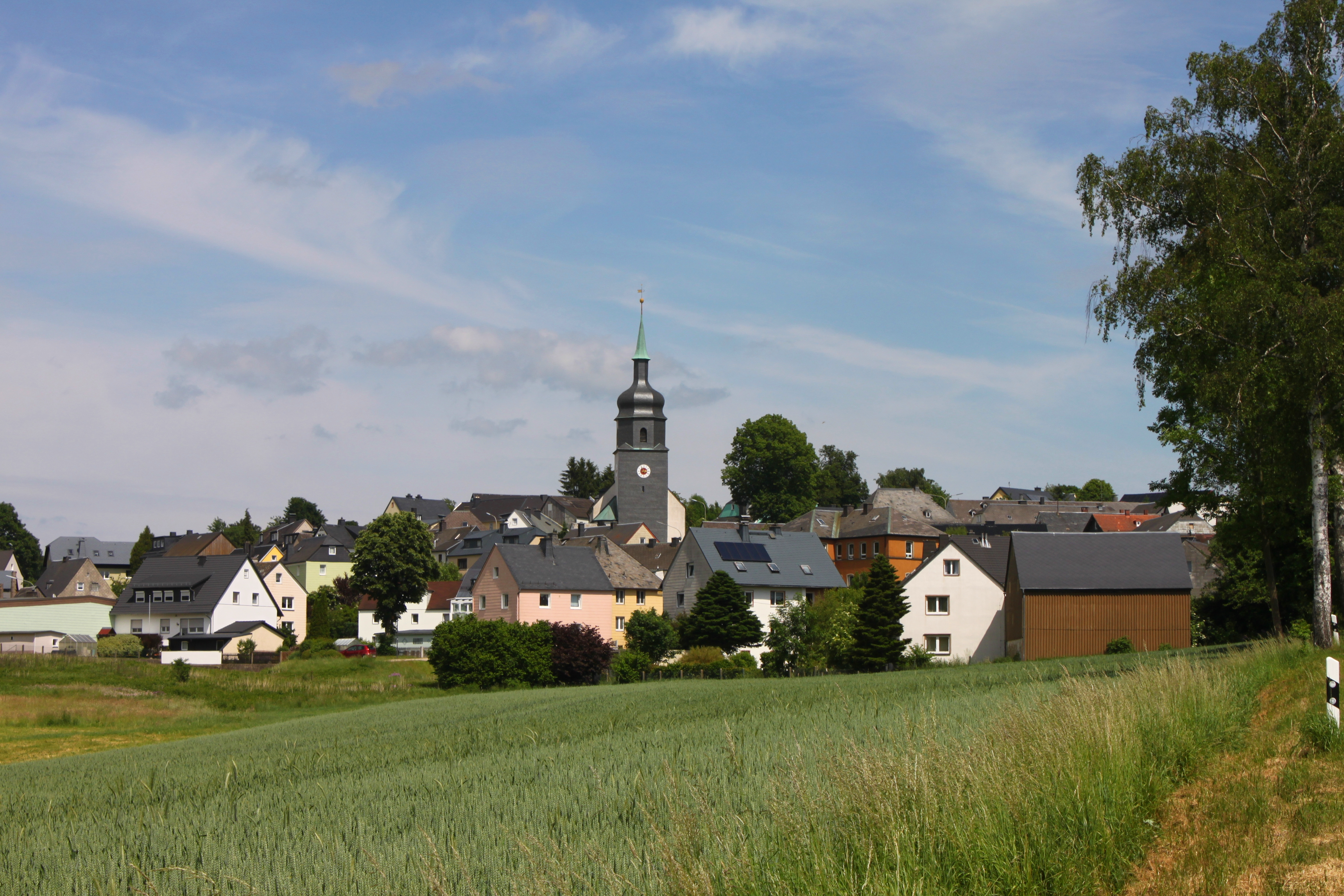
Leupoldsgrün from West